# Europejski System Sterowania Pociągiem

Ekran ETCS maszynisty (DMI) w czasie jazdy pociągu

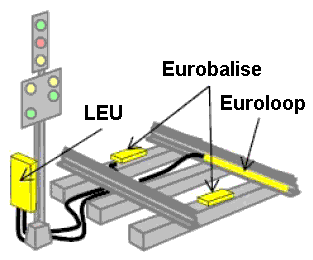
Część przytorowa systemu

Europejski System Sterowania Pociągiem (ang. European Train Control System, ETCS) – system sterowania ruchem kolejowym, kompatybilny pomiędzy różnymi państwami Europy.
ETCS zapewnia sygnalizację kabinową poprzez ekran DMI (Driver-Machine Interface), jak i kontrolę pracy maszynisty poprzez nadzór nad jazdą pociągu. System ten opiera się na cyfrowej transmisji danych poprzez które przesyłane są informacje dotyczące m.in. maksymalnej prędkości pociągu. Jeśli pociąg prowadzony jest niezgodnie z poleceniem ETCS, na początku system sygnalizuje tę niezgodność, a w razie potrzeby rozpoczyna hamowanie służbowe lub nagłe.
ETCS jest częścią wdrażanego w Unii Europejskiej systemu ERTMS (European Rail Traffic Management System), który ma zapewnić interoperacyjność transportu kolejowego, czyli możliwość swobodnego poruszania się pociągów w sieciach kolejowych poszczególnych państw (właścicieli infrastruktury) bez konieczności zatrzymywania się na granicach oraz wymiany lokomotyw lub maszynistów. Sam system komercyjnie jest dodatkowo wykorzystywany poza państwami wspólnoty, np. w Szwajcarii, Meksyku, czy na Ukrainie.
Obecnie na terenie Unii Europejskiej funkcjonuje 20 różnych systemów sygnalizacji kolejowej. Maszynista, aby mógł prowadzić pociąg na terenie innego zarządu kolei, musi zdać egzamin z obowiązujących tam przepisów oraz posiadać komunikatywną znajomość języka danego państwa. Lokomotywa musi być wyposażona zgodnie z przepisami innego zarządu i posiadać jego homologację, co znacząco utrudnia międzynarodową obsługę ruchu kolejowego.
Częścią systemu ERTMS, i warstwą przesyłu danych systemu ETCS jest GSM-R (Global System for Mobile Communications-Railways) – kolejowej odmiany cyfrowej łączności komórkowej GSM przeznaczonej zarówno do transmisji danych pakietowych wykorzystywanych do celów m.in. lokalizacji, telemetrii i telematyki, jako podstawowy nośnik danych dla ETCS poziomu 2 oraz transmisji głosowych (voice).

## System ETCS
System jest rozwijany przez konsorcjum przedsiębiorstw, w skład którego wchodzą m.in. Alstom, Thales Group, Invensys, Ansaldo Signal, Siemens i Bombardier. W projekcie ETCS wyróżniało się 3 poziomy systemu różniące się funkcjonalnością, sposobem przesyłu danych i zachowaniem pociągu. Obecnie funkcjonalność dawnego poziomu 3 możliwa jest jako dodatkowe funkcje poziomu 2.

## Driver-machine interface (DMI)
Zasugerowano, aby wydzielić z tego artykułu fragmenty do artykułu DMI (ETCS).  (dyskusja)

Monitor DMI maszynisty.A - długość pozwolenia na jazdę (MA), B - informacje o prędkości, C - informacje dodatkowe, D - obszar planowania jazdy, F - przyciski menu głównego

Interfejs komunikuje się w sposób zharmonizowany z maszynistą, to znaczy niezależnie od producenta pojazdu, systemu i podzespołów, oraz kolei na jakiej się aktualnie znajduje. Ikony przedstawiane są na ekranie kolorystycznie zgodnie z priorytetem komunikatu. Biały wskazuje na sytuację normalną, żółty na potrzebę reakcji maszynisty, pomarańczowy na pilną potrzebę reakcji, a czerwony - na interwencję systemu.
System komunikuje następujące informacje związane z nadzorem prędkości pociągu:
| Skrót | Nazwa                           | Opis                                                | Ekran DMI |
| ----- | ------------------------------- | --------------------------------------------------- | --------- |
| NoS   | Normal Status information       | Prędkość pociągu poniżej prędkości dozwolonej       |           |
| IndS  | Indication Status infromation   | Prędkość pociągu poniżej prędkości dozwolonej       |           |
| WaS   | Warning Status information      | Prędkość pociągu powyżej prędkości ostrzeżenia      |           |
| OvS   | Overspeeding Status information | Prędkość pociągu powyżej prędkości dozwolonej       |           |
| IntS  | Intervention Status information | Interwencja systemu, wdrożenie hamowania służbowego |           |

## Tryby pracy pociągu w systemie ETCS
Gdy pulpit pojazdu trakcyjnego jest aktywny, to DMI powinno pokazywać maszyniście tryb pracy w którym aktualnie się znajduje.
| Ikona w DMI | Skrót | Nazwa angielska               | Nazwa polska                | Opis | Odpowiedzialność systemu i odpowiedzialność maszynisty |
| ----------- | ----- | ----------------------------- | --------------------------- | --- | --- |
|             | FS    | Full Supervision              | Pełny nadzór                | System w pełni nadzoruje bezpieczeństwo pociągu. System powinien zawsze pracować w trybie pełny nadzór, gdy tylko jest to możliwe. - tryb niemożliwy do wybrania przez maszynistę - wejście w pełny nadzór następuje samoczynnie - DMI wyświetla pełny zakres informacji - cofanie jest niedozwolone | System ETCS ponosi pełną odpowiedzialność za bezpieczeństwo jazdy pociągu. Maszynista powinien zatrzymywać się przed końcami zezwolenia na jazdę (ze względu na niezerową prędkość dojazdu do EOA). |
|             | LS    | Limited Supervision           | Niepełny nadzór             | System nadzoruje w tle niektóre niebezpieczeństwa, zgodnie z informacjami przekazywanymi przez niepełne urządzenie przytorowe. - tryb niemożliwy do wybrania przez maszynistę - wejście w niepełny nadzór następuje samoczynnie - na żądanie urządzeń przytorowych DMI wyświetla prędkość chwilowo dozwoloną pociągu | System ETCS częściowo nadzoruje w tle jazdę pociągu, tylko w zakresie informacji przekazywanych przez istniejące urządzenia przytorowe. Odpowiedzialność spoczywa na maszyniście                    |
|             | OS    | On Sight                      | Na widoczność z ETCS        | Tryb służy do jazdy pociągu w sytuacji, gdy tor może być zajęty przez inny pociąg, albo przeszkodę. - tryb niemożliwy do wybrania przez maszynistę - wejście w tryb następuje automatycznie jeżeli system otrzyma takie polecenie i spełniono warunki - system w pełni nadzoruje pociąg | System ETCS ponosi odpowiedzialność za bezpieczeństwo jazdy pociągu. Na maszyniście spoczywa odpowiedzialność na zatrzymaniu pociągu przed potencjalną przeszkodą.                                  |
|             | SR    | Staff Responsible             | Odpowiedzialność personelu  | Tryb służy do jazdy pociągu na linii wyposażonej w ETCS na odpowiedzialność maszynisty. Trybu używa się, gdy system ETCS nie jest w stanie zidentyfikować trasy po której będzie poruszał się pociąg, na przykład: - po uruchomieniu pociągu (gdy nie sczytano żadnych balis) - w celu przejechania sygnału Stój! - w celu przejechania końca zezwolenia na jazdę (EOA) - po awarii części przytorowej systemu (np. utracenie sygnału radiowego) Maszynista może wejść w tryb na odpowiedzialność personelu przez procedurę override, wpisuje przy tym dozwoloną prędkość i odległość jazdy. | System nie nadzoruje pociągu. Sprawdzana jest wpisana wcześniej dozwolona prędkość i odległość, oraz w miarę możliwości kolejność balis. Odpowiedzialność spoczywa na maszyniście.                  |
|             | SH    | Shunting                      | Jazda manewrowa             | Umożliwia manewrowanie - maszynista może wybrać ten tryb w DMI - nadzoruje tylko niektóre sytuacje (maksymalna prędkość manewrowania, kolejność balis, sygnał Stój! dla manewrów) - nie wymaga wprowadzenia danych pociągu - w poziomie 2 aby wejść w tryb manewrowanie wymagana jest zgoda RBC - część przytorowa może wymusić przejście w tryb manewrowanie | System nie nadzoruje pociągu. Sprawdzana jest maksymalna krajowa prędkość manewrowania, opcjonalnie granica przetaczania. Odpowiedzialność spoczywa na maszyniście.                                 |
|             | UN    | Unfitted                      | Linia niewyposażona         | Maszynista może wybrać ten tryb w DMI. Używany gdy: 1. część przytorowa nie jest wyposażona w system ETCS ani krajowy 2. jazda w trybie pełny nadzór chwilowo nie jest możliwa | System nie nadzoruje pociągu. Jeżeli to możliwe, to system powinien nadzorować jazdę po tymczasowych ograniczeniach prędkości (TSR). Odpowiedzialność spoczywa na maszyniście.                      |
|             | PS    | Passive Shunt                 |                             | Pojazd jest nieaktywny, ale przestawienie go przez inny pojazd w trakcie manewrów jest dozwolone. Warunkiem jest: - pulpit musi być dezaktywowany - maszynista przed dezaktywacją pulpitu znajduje się w trybie manewrowanie, oraz wybiera na DMI "kontynuacja manewrów po zamknięciu pulpitu" - system sterowania pojazdu wysyła sygnał "passive shunt" Niespełnienie tych warunków skutkuje wejściem w tryb Stand By. | System nie nadzoruje pociągu. Odpowiedzialność spoczywa na pojeździe prowadzącym. |
|             | SL    | Sleeping                      | Uśpienie                    | Pojazd trakcyjny nie jest prowadzący pociąg, ale jest sterowany przez pojazd prowadzący - automatycznie wykrywane - pulpit musi pozostać dezaktywowany (DMI wyłączone) - aktywacja pulpitu, lub utrata sygnały z pierwszej jednostki na postoju, powoduje przejście trybu w SB Stand By - system nie nadzoruje pociągu, ale uczestniczy w wymianie informacji (pozycja pociągu, komunikacja z RBC) - awaria wewnętrzna systemu nie powinna doprowadzać do zatrzymania pociągu | System nie nadzoruje pociągu. Pociąg nadzoruje pojazd prowadzący. |
|             | SB    | Stand By                      | Gotowość                    | Tryb domyślny oraz po uruchomieniu - tryb niemożliwy do wybrania przez maszynistę - należy wprowadzić dane pociągu | System uniemożliwia jazdę (wymusza postój). |
|             | TR    | Trip                          | Zatrzymanie przez system    | System wysyła sygnał hamowania awaryjnego z podaniem przyczyny maszyniście na ekranie DMI. - wyluzowanie hamulców jest niemożliwe - po zatrzymaniu pociągu żądane jest potwierdzenie przez maszynistę - potwierdzenie, jeżeli spełnione są inne warunki, skutkuje przejściem do trybu po zatrzymaniu przez system | System wymusza zatrzymanie pociągu. |
|             | PT    | Post Trip                     | Po zatrzymaniu przez system | Tryb pracy przełączany natychmiast po potwierdzeniu zatrzymania przez system (Trip). - możliwe jest wyluzowanie hamulców - nadal maszynista informowany jest o przyczynie zatrzymania - pociąg może poruszać się tylko do tyłu, o maksymalną (krajową) odległość - przejście do normalnej jazdy jest poprzez wykonanie procedury startu misji. Możliwe jest wymuszenie przejścia do trybu na widoczność albo na odpowiedzialność personelu - zła kolejność balis nie powinna powodować zatrzymania pociągu                                                                                   | System umożliwia jazdę wyłącznie w tył o określoną odległość. Odpowiedzialność spoczywa na maszyniście.                                                                                             |
|             | SF    | System Failure                | Uszkodzenie systemu         | System wykrywa błąd który ma wpływ na bezpieczeństwo pociągu - stale wysyłany jest sygnał hamowania nagłego | System wymusza zatrzymanie pociągu. |
|             | IS    | Isolation                     | Odłączenie systemu          | Urządzenia pokładowe ETCS są fizycznie odcięte od układu hamulcowego i sterowania pociągu - maszynista izoluje system ręcznie - izolacja systemu powinna być sygnalizowana maszyniście w przejrzysty sposób - wyjście z trybu izolacji określa producent (nie ma jednakowej procedury) | System zaizolować może jedynie maszynista, który ponosi pełną odpowiedzialność za tą czynność. System przestaje nadzorować pociąg. Odpowiedzialność spoczywa na maszyniście.                        |
|             | NP    | No Power                      | Brak zasilania systemu      | System pokładowy ETCS wykrywa brak zasilania - w celu zapobiegania przed staczaniem i przestawianiem taboru bez zasilania system może mieć wewnętrzne zapasowe źródło zasilania - stale wysyłany jest sygnał hamowania nagłego | System nie nadzoruje pociągu. Opcjonalnie możliwy jest szczątkowy nadzór w sytuacji przestawiania taboru bez zasilania.                                                                             |
|             | NL    | Non Leading                   | Podrzędny                   | Pojazd trakcyjny nie jest prowadzący pociąg, i nie jest sterowany przez pojazd prowadzący. - system sterowania pojazdu wysyła do systemu ETCS żądanie przejścia do trybu Non Leading - utrata sygnału trybu Non Leading powoduje przejście do trybu Stand By - system nie nadzoruje pociągu, ale uczestniczy w wymianie informacji (pozycja pociągu, komunikacja z RBC) - awaria wewnętrzna systemu nie powinna doprowadzać do zatrzymania pociągu | System nie nadzoruje pociągu. Pociąg nadzoruje pojazd prowadzący. |
|             | SN    | System National, STM National | System krajowy, STM krajowy | Jazda pod nadzorem krajowego systemu automatyki bezpieczeństwa pociągu. - maszynista może wybrać ten tryb w DMI - urządzenie przytorowe mogą żądać przejścia na odpowiedni system krajowy - krajowy system ma dostęp do pojazdu (prędkość, odometria, hamulce) i systemu ETCS poprzez interfejs STM | System ETCS nie nadzoruje pociągu. System krajowy i maszynista postępują zgodnie z zasadami obsługi systemu krajowego.                                                                              |
|             | RV    | Reversing                     | Cofanie                     | Na wyznaczonych odgórnie odcinkach, oraz w sytuacji po zatrzymaniu przez system może być dozwolone cofanie pociągu. - maszyniście wyświetlana jest informacja o prędkości i dozwolonym pozostałym dystansie cofania - jazda na przód jest niedozwolona - zła kolejność balis nie powinna powodować zatrzymania pociągu | System umożliwia jazdę wyłącznie w tył o określoną odległość. Odpowiedzialność spoczywa na maszyniście.                                                                                             |

## ETCS w Europie
Rezolucja Parlamentu Europejskiego z 16 maja 2006 (2005/2168(INI)) za kluczowe uznała wyposażenie w ERTMS następujących linii kolejowych:
- Rotterdam – Genua
- Neapol – Berlin – Sztokholm
- Antwerpia – Bazylea/Lyon
- Sewilla – Lyon – Turyn – Triest – Lublana
- Drezno – Praga – Brno – Wiedeń – Budapeszt
- Duisburg – Berlin – Warszawa
- oraz likwidację „dziur” w systemach ETCS, np. na liniach łączących Paryż z południowymi Niemcami, deklarując że:

decydującego przełomu można dokonać tylko wtedy, gdy uniknie się powstania struktury sieci, w której jedynie niewielkie odizolowane obszary będą wyposażone w ERTMS, a dojazd do nich lub ich przejechanie będzie wiązało się z koniecznością wykorzystania dużej liczby systemów krajowych; w pierwszej kolejności należy raczej wyposażyć wybrane korytarze na całej długości w ERTMS; w drugim etapie konieczne jest możliwie szybkie osiągnięcie „masy krytycznej” linii i pociągów wyposażonych w ERTMS, co umożliwi odniesienie dalszych korzyści skali.

## ETCS w Polsce
W Polsce Rada Ministrów w dniu 6 marca 2006 przyjęła Narodowy Plan Wdrażania ERTMS, który zakłada zarówno wdrożenie ETCS, jak i GSM-R. Dokument ten jest jedynie „deklaracją woli”, a nie zobowiązaniem strony polskiej i zakłada otrzymanie dofinansowania UE dla wdrażania ERTMS na poziomie 80%.
Koszty wdrożenia ERTMS w Polsce są szacowane na:
- budowa
  - GSM-R ok. 4,6 mld zł (dla 15 000 km linii kolejowych i 3777 pojazdów trakcyjnych) +
  - ETCS ok. 14,2 mld zł (dla 5000 km linii kolejowych i 1513 pojazdów trakcyjnych)
- utrzymanie
  - GSM-R ok. 180 mln zł rocznie +
  - ETCS ok. 120 mln zł rocznie

Wdrażaniem systemu w Polsce zajmuje się spółka z Grupy PKP:
- PKP Polskie Linie Kolejowe – w zakresie systemu ETCS oraz w zakresie systemu GSM-R

### Linie objęte ETCS

ETCS w Polsce w lutym 2021
ETCS poziomu 1 z ograniczonym nadzorem
ETCS poziomu 1
ETCS poziomu 2

ETCS poziomu 1 z ograniczonym nadzorem
     ETCS poziomu 1
     ETCS poziomu 2
| Nr Linii | Odcinek                                | Poziom ETCS | Uwagi              |
| -------- | -------------------------------------- | ----------- | ------------------ |
| 1        | Warszawa - Koluszki                    | L2          |                    |
| 3        | Obszar stacji Poznań Wschód            | L1          | Ograniczony nadzór |
| 4        | Grodzisk Mazowiecki - Korytów          | L1          |                    |
| 11       | Obszar stacji Skierniewice             | L1          |                    |
| 12       | Obszar stacji Skierniewice             | L1          |                    |
| 17       | Łódź Widzew - Koluszki                 | L2          |                    |
| 25       | Obszar stacji Gałkówek                 | L2          |                    |
| 64       | Kozłów – Starzyny                      | L1          |                    |
| 132      | Opole Zachodnie – Wrocław Brochów      | L2          |                    |
| 226      | Pruszcz Gdański - Gdańsk Port Północny | L1          |                    |
| 275      | Wrocław Nowy Dwór – Wielkie Piekary    | L2          |                    |
| 277      | Obszar stacji Wrocław Brochów          | L2          |                    |
| 287      | Obszar stacji Opole Zachodnie          | L2          |                    |
| 288      | Obszar stacji Brzeg                    | L2          |                    |
| 296      | Obszar posterunku Wielkie Piekary      | L2          |                    |
| 302      | Obszar stacji Malczyce                 | L2          |                    |
| 349      | Święta Katarzyna - Wrocław Brochów     | L2          |                    |
| 353      | Obszar stacji Poznań Wschód            | L1          | Ograniczony nadzór |
| 356      | Poznań Wschód – Wągrowiec              | L1          | Ograniczony nadzór |
| 447      | Pruszków - Parzniew                    | L2          |                    |
| 447      | Milanówek - Grodzisk Mazowiecki        | L2          |                    |
| 534      | Obszar stacji Koluszki                 | L2          |                    |
| 570      | Obszar stacji Psary                    | L1          |                    |
| 721      | Gdańsk Południowy - Gdańsk Olszynka    | L1          |                    |
| 759      | Obszar stacji Wrocław Nowy Dwór        | L2          |                    |
| 846      |                                        | L1          |                    |
| 965      | Obszar stacji Gdańsk Port Północny     | L1          |                    |

### GSM-R
- W sierpniu 2010 otworzono oferty w przetargu „Analizy wykonalności i analiz technicznych systemu GSM-R dla sieci kolejowej TEN-T na terenie Polski” w którym złożono 6 ofert na kwoty od 174 do 715 tysięcy euro[12].
- 9 września 2010 PLK otworzyło oferty w ogłoszonym 29.06.2010 przetargu na budowę i wdrożenie pierwszego w Polsce systemu GSM-R na odcinku Legnica – Węgliniec – Bielawa Dolna. W przetargu złożono 3 oferty na kwoty 36–88 mln zł[13].
- Umowa na wdrożenie GSM-R została ostatecznie podpisana z najtańszym dostawcą (36 mln PLN netto) po rozpatrzeniu odwołań od wyników przetargu 5 kwietnia 2011. Wykonanie systemu na 84 kilometrowym odcinku zostało powierzone konsorcjum firm Kapsch Sp. z o.o. i Kapsch CarrierCom AG. Prace mają być ukończone w marcu 2014 i są współfinansowane z funduszy EU (Program Operacyjny Infrastruktura i Środowisko)[14].

### Koszty
Ponieważ wszystkie realizacje ETCS w Polsce są na etapie prac projektowych, a niektóre przetargi nie zostały jeszcze rozstrzygnięte nie można stwierdzić, jakie są faktyczne koszty ich wykonania, a jedynie odnosić się do preliminarzy wydatków.
Poniższe koszty odnoszą się:
- jedynie do prac związanych z instalacją ETCS – i nie uwzględniają remontu samej linii, systemów sterowania ruchem, zasilania itd, które zwykle im towarzyszą lub wręcz wyprzedzają
- jedynie do instalacji infrastrukturalnych i nie uwzględniają niezbędnego wyposażenia pojazdów trakcyjnych

i wynoszą:
- dla ETCS 1 – 183 tys. zł za 1 km linii
- dla ETCS 2 – 1,14 mln zł za 1 km linii

Należy pamiętać, iż w przypadku innych linii koszty te mogą być zupełnie inne, m.in. z następujących powodów:
- pionierski charakter inwestycji i nieznany poziom faktycznych komplikacji oraz konieczność wykonania prac, które potem będą wykorzystywanych dla następnych inwestycji (np. ustalenie polskojęzycznego interfejsu),
- zróżnicowanie zakresu prac na różnych linii z uwagi np. na stopień skomplikowania układów torowych, liczba stacji kolejowych, warunki geograficzne, wielkość odcinków blokady samoczynnej,
- jedyna umowa na ETCS 1 była podpisywana w okresie bessy gospodarczej, co powodowało spadek cen ofert w przetargach w całym roku 2009.

Nie można określić jednoznacznie kosztu modernizacji samej linii kolejowej, gdyż zależy on od wielu czynników. Przykładowo – koszt projektu i modernizacji 1 kilometra linii E30 na odcinku Podłęże – Biadoliny wyniósł średnio (w roku 2010) 27 mln zł, a Sosnowiec – Trzebinia 17 mln zł, czyli koszt instalacji ETCS 2 może zwiększyć cenę inwestycji o ok. 4–7%.

## Najważniejsze dokumenty
- Dyrektywa (2001/16/WE) Parlamentu Europejskiego i Rady z dnia 19 marca 2001 r. W sprawie interoperacyjności transeuropejskiego systemu kolei konwencjonalnych (z późniejszymi zmianami):
  - 2004/50/WE
  - 2007/32/WE
  - 2008/57/WE
- Ustawa z dnia 28 marca 2003 r. o transporcie kolejowym (z późniejszymi zmianami)
- Decyzja KE 2006/679 z 28.03.2006
- Decyzja Rady Ministrów RP z 06.03.2007